# Нове Пшенево
Нове Пше́нево (рос. Новое Пшенево, ерз. Од Пшень) — село у складі Ковилкінського району Мордовії, Росія. Входить до складу Токмовського сільського поселення.
Населення — 175 осіб 2010; 210 у 2002).
Національний склад станом на 2002 рік:
- мокшани — 95 %